# اس‌ام یوسی-۱۰۳
اس‌ام یوسی-۱۰۳ (به انگلیسی: SM UC-103) یک زیردریایی بود که طول آن ۱۸۵ فوت ۵ اینچ (۵۶٫۵۲ متر) بود. این زیردریایی در سال ۱۹۱۸ ساخته شد.